# Orolaunum

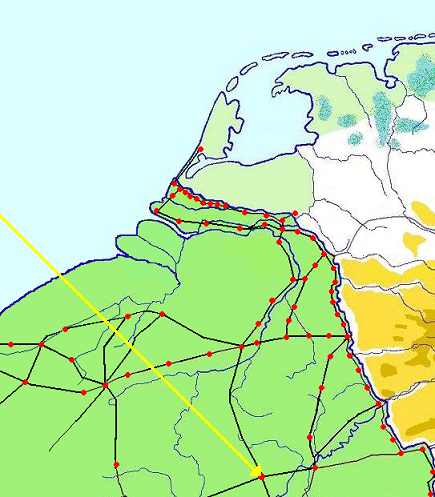
Locatie van Orolaunum

Orolaunum, het huidige Aarlen, was een Romeinse nederzetting in de provincie Gallia Belgica. De plaats staat vermeld in de Itinerarium Antonini, een Romeinse reisgids uit de 3e eeuw.

## Geschiedenis
Orolaunum, aan de bronnen van de Semois, werd al in de bronstijd bewoond: er is ter plaatse een gouden halssieraad gevonden uit de 15e eeuw v.Chr.. De naam van de plaats is waarschijnlijk afgeleid van de Keltische woorden "ar" (berg) en "lun" (bebost). Het was een nederzetting van de Treveri, waarschijnlijk een Keltische en/of Germaanse stam. In 57 v.Chr. verovert Julius Caesar het gebied dat later Gallia Belgica werd genoemd. Orolaunum werd versterkt en ontwikkelde zich tot een welvarende handelsplaats, zeker nadat rond 50 de heerwegen van Durocortorum (Reims) naar Augusta Treverorum (Trier) en van Divodorum Mediomatricorum (Metz) naar Atuatuca Tungrorum (Tongeren) werden aangelegd, die zich bij Orolaunum kruisten. Bij Orolaunum stond ook een tempel die was gewijd aan Mars, de Romeinse oorlogsgod, en Camulus, zijn Keltische equivalent. De in de 1e eeuw aangelegde thermen waren nog in de middeleeuwen in gebruik.
In 256 werd Orolaunum een municipium, waardoor de inwoners het Romeinse burgerrecht kregen. Aan het eind van de 3e eeuw vielen Germaanse stammen het Romeinse Rijk binnen. De bewoners van Orolaunum verlieten hun woonplaats en bouwen op de heuvel een nieuwe versterkte nederzetting met een muur van 4 meter dik, 8 meter hoog en 800 meter in omtrek.
In de 8e eeuw kreeg Orolaunum een nieuwe naam : Castellum Harlonis.

## Opgravingen
De thermen bij de Semois werden in 1907 opgegraven.  Men kan een deel van de Romeinse ringmuur en de onderaardse resten van een Romeinse toren uit de 3e eeuw bezichtigen (Neptunustoren en Jupitertoren), en in het archeologisch park bevinden zich de resten van een basilica uit het einde van de 4e eeuw en ruïnes van Romeinse baden (thermae) uit de 1e eeuw.  Verschillende opgegraven voorwerpen worden tentoongesteld in het Archeologisch Museum van Aarlen. Er zijn onder andere tientallen fragmenten met Romeins beeldhouwwerk te zien, waarop ceremoniën, plaatselijke ambachten en militaire onderwerpen zijn afgebeeld. Het museum bezit ook een collectie ter plaatse gevonden werktuigen, wapens, helmen en sieraden.